# Maximilian von Spaun
Maximilian von Spaun (* 7. Juni 1827 in Steyr, Oberösterreich; † 10. März 1897 in St. Pölten, Niederösterreich) war ein österreichischer Jurist (Notar) und Abgeordneter der Liberalen Partei des Kreises Enns im Reichsrat.

## Leben
Als Sohn von Franz Xaver Dominik von Spaun (1792–1829) und Aloisia von Spaun geb. Wanderer geboren, war er ein Neffe von Joseph, Anton, Marie und Max Gandolf von Spaun.
Maximilian von Spaun war Ahnherr der erfolgreichen Glasfabrikanten-Familie des Max Johann von Spaun (1856–1909), der Joh. Loetz Witwe zu Ruhm brachte.